# Тергат, Пол
Пол Кибии Тергат (англ. Paul Kibii Tergat; род. 17 июня 1969 года, Риво, Баринго, Кения) — кенийский легкоатлет, специализировался в беге на длинные дистанции. Двукратный серебряный призёр Олимпийских игр в беге на 10 000 метров. Двукратный чемпион по полумарафону в 1999 и 2000 годах. Победитель 10-километрового пробега World's Best 10K в 2001 году. С 2003 по 2007 год удерживал высшее мировое достижение в марафоне 2:04:55, которое установил 28 сентября 2003 года на Берлинском марафоне. Также в течение семи с лишним лет обладал мировым рекордом в полумарафоне.
Член МОК с 2013 года.

## Личные рекорды
| Дистанция    | Результат | Дата       | Место    |
| ------------ | --------- | ---------- | -------- |
| 3000 метров  | 7:28.70   | 1996-08-10 | Монако   |
| 5000 метров  | 12:49.87  | 1997-08-13 | Цюрих    |
| 10000 метров | 26:27.85  | 1997-08-22 | Брюссель |
| 10 км        | 27:45     | 2006-03-26 | Лиссабон |
| 15 км        | 42:04     | 1998-04-04 | Милан    |
| 10 миль      | 45:12     | 1998-04-04 | Милан    |
| 20 км        | 56:18     | 1998-04-04 | Милан    |
| Полумарафон  | 59:06     | 2000-03-26 | Лиссабон |
| 30 км        | 1:29:00   | 2002-04-14 | Лондон   |
| Марафон      | 2:04:55   | 2003-09-28 | Берлин   |

## Интересные факты
На Олимпийских играх в Атланте и Сиднее завоёвывал серебряные медали в беге на 10000 метров. Оба раза уже на финишной прямой, в упорнейшей борьбе проигрывал великому эфиопскому стайеру Хайле Гебреселассие.